# Louis Bromfield
Louis Bromfield (Mansfield, 27 dicembre 1896 – Columbus, 18 marzo 1956) è stato uno scrittore, commediografo, giornalista e riformatore agrario statunitense, vincitore del premio Pulitzer nel 1927.

## Biografia
Louis (Brucker) Bromfield nacque in una fattoria a Mansfield in Ohio, discendente di una famiglia di pionieri. Studiò agricoltura al Cornell Agricultural College nel 1914-15 e nel 1916 studiò giornalismo alla Columbia University. Quando gli Stati Uniti d'America dichiararono guerra alla Germania nel 1917, Bromfield si unì agli American Ambulance Corps e all'esercito francese prestando servizio dal 1917 al 1919 ricevendo la Croce di Guerra e la Legion d'Onore.
Ritornò a New York, dove scrisse critiche per numerosi periodici, tra i quali il The Bookman e Time Magazine. Nel frattempo si dedicò alla stesura di varie commedie che riscossero scarso successo e si impegnò come aiuto regista.
Nel 1921 sposò Mary Appleton Wood, dalla quale ebbe tre figlie. Dopo la pubblicazione di The Green Bay Tree ("L'albero della baia verde", 1924), Bromfield si dedicò interamente alla narrativa e nel 1926 vinse il Premio Pulitzer con il romanzo Autunno (Early Autumn). Entrambe le opere fecero parte di una quadrilogia intitolata Escape ("La fuga"), incentrata sulla figura di una donna forte e ribelle.
In seguito si trasferì con la moglie e le figlie in Francia, a Senlis, un antico villaggio a nord di Parigi. Nel 1931 conobbe Edith Wharton. La loro corrispondenza fu pubblicata nel 1999 con il titolo Yrs, ever affly. The correspondence of Edith Wharton and Louis Bromfield.
Nel 1932 visitò l'India, e quel viaggio gli ispirò il suo romanzo più famoso, The Rains Came ("La grande pioggia"), da cui sono stati tratti due film.
Nel 1938 Bromfield tornò negli Stati Uniti e si stabilì a Lucas, in Ohio dove nel 1939 fondò la più famosa fattoria sperimentale degli anni del dopoguerra, battezzandola Malabar Farm. In questi anni lo scrittore aderì con entusiasmo al New Deal rooseveltiano.
Nel decennio seguente, invece, voltò le spalle al partito democratico, per aderire a quello repubblicano. In uno dei suoi scritti più apprezzati, intitolato Out of the Earth ("Al di fuori della terra", 1950), lo scrittore sostenne il primato dell'agricoltura sul mondo dell'industria, giudicato sterile e inumano.
La Malabar Farm di Louis Bromfield era molto famosa e fu visitata da attori come Humphrey Bogart e Lauren Bacall che celebrarono il loro matrimonio proprio alla Malabar Farm nel 1945. Lo scrittore e Bogart erano molto amici, anche se, quando Bromfield faceva visita a Bogart a Los Angeles, le loro conversazioni degeneravano spesso in discussioni politiche a causa del diverso orientamento dei due.
Lo scrittore morì a Columbus, in Ohio, il 18 marzo 1956. Durante la sua vita, fu paragonato a molti famosi scrittori dei suoi tempi, tra i quali Francis Scott Fitzgerald, James Thurber e John Steinbeck.

## Opere
- The Green Bay Tree (1924)
- Possession (1925)
- Autunno (Early Autumn)[2] (vincitore del Premio Pulitzer) (1926)
- A Good Woman (1927)
- The work of Robert Nathan (1927)
- Lo strano caso Spragg (The Strange Case of Miss Annie Spragg)[2] (1928)
- Awake and rehearse (1929)
- Tabloid News (1930)
- The farm (1933)
- Le vergini (Here Today and Gone Tomorrow)[2] (1934)
- L'uomo che aveva tutto (The Man Who Had Everything)[2] (1935)
- La grande pioggia (The Rains Came)[2] (1937)
- England, a Dying Oligarchy, Saggio (1939)
- Notte a Bombay o Notti a Bombay (Night in Bombay)[2] (1940)
- Selvaggia fiumana o Selvaggio è il fiume (Wild Is the River) (1941)[2]
- La grande aurora (Until the Day Break)[2] (1942)
- La signora Parkington[2] o Mrs. Parkington[2] (1943)
- Il destino di Anna Bolton (What Became of Anna Bolton)[2] (1944)
- uomo che amava la morte (The World We Live In),[2] racconti (1944)
- Pleasant Valley, Saggio (1945)
- A Few Brass Tacks (1946)
- Kenny[2] (1947)
- Colorado[2] (1947)
- Malabar Farm (1948)
- Terra selvaggia (The Wild Country)[2] (1948)
- Out of the Earth (1950)
- Mister Smith (Mr. Smith)[2] (1951)
- The Wealth of the Soil (1952)
- New York Legend (1952)
- Up Ferguson Way (1953)
- A New Pattern for a Tired World (1954)
- The Works, 15 volumi (1949-54)
- Animals and Other People (1955)
- You Get What You Give (1955)
- Vita di agricoltore: gioie e delusioni (From My Experience: the Pleasures and Miseries of Life on a Farm),[2] Autobiografia (1955)
- Prateria che scompare (Walt Disney's Vanishing Prairie)[2] (1956)

### Opere teatrali
- The House of Women (adattamento teatrale del suo romanzo The Green Bay Tree) (1927)
- De Luxe (1935)

## Filmografia
- One Heavenly Night, regia di George Fitzmaurice, con Evelyn Laye e John Boles - sceneggiatura di Louis Bromfield e Sidney Howard (1930)
- 24 Hours, regia di Marion Gering, con Clive Brook e Kay Francis (1930)
- Night After Night, regia di Archie Mayo, con George Raft e Constance Cummings - racconto Single Night (1932)
- La donna nell'ombra (The Life of Vergie Winters), regia di Alfred Santell  con Ann Harding, John Boles, Lon Chaney Jr. - racconto (1934)
- La grande pioggia (The Rains Came), regia di Clarence Brown, con Myrna Loy, George Brent, Tyrone Power - dal romanzo The Rains Came (1939)
- Johnny Come Lately, regia di William K. Howard, con James Cagney - dal romanzo It Takes All Kinds (1939)
- Brigham Young - Frontiersman, regia di Henry Hathaway, con Tyrone Power, Linda Darnell e John Carradine -  sceneggiatura di Louis Bromfield e Lamar Trotti (1940)
- It All Came True, regia di Lewis Seiler, con Humphrey Bogart e Ann Sheridan - dal racconto Better Than Life (1940)
- La signora Parkington (Mrs Parkington), regia di Tay Garnett, con Greer Garson e Walter Pidgeon - dal romanzo Mrs Parkington (1944)
- Le piogge di Ranchipur (The Rains of Ranchipur), regia di Jean Negulesco con Lana Turner, Fred MacMurray, Richard Burton - dal romanzo The Rains Came, remake (1955)